# 双甸镇
双甸镇，是中华人民共和国江苏省南通市如东县下辖的一个乡镇级行政单位。

## 行政区划
双甸镇下辖以下地区：
星光社区、双南社区、石甸社区、田季村、高前村、伯元村、鹤井村、石南村、锡伍村、德银村、丛家坝村、宗奎村、中心村、镇东村、曙光村和镇南村。